# Concepción de la Vega
Concepción de La Vega (detta anche semplicemente La Vega) è un comune della Repubblica Dominicana di 248 089 abitanti, situato nella Provincia di La Vega, di cui è capoluogo. Comprende, oltre al capoluogo, due distretti municipali: Río Verde Arriba e El Ranchito.

## Storia
Nel 1494, Cristoforo Colombo costruì un piccolo forte che oggi è diventato l'attuale città di Concepciòn de la Vega nella Repubblica Dominicana. Un insediamento spagnolo conosciuto come Concepciòn de la Vega crebbe attorno al forte e, dopo il 1508, quando qui fu trovato oro in grande quantità, Conception divenne la prima città del continente. Dal 1510 è una delle più grandi e importanti città europee dell'emisfero. La città fu distrutta e sepolta da un terremoto il 2 dicembre 1562, e i sopravvissuti furono trasferiti al presente sito sulle rive del fiume Camù.

## Economia
Le industrie locali si basano sulla produzione di cacao, caffè, tabacco, riso e allevamento di bestiame. C'è anche una piccola ma molto famosa fabbrica di birra chiamata Cervecería Vegana conosciuta per

## Cultura
A Concepciòn de la Vega è presente una sede dell'università Pedro Henríquez Ureña, oltre all'Universidad Católica Tecnológica del Cibao.

### Tradizioni

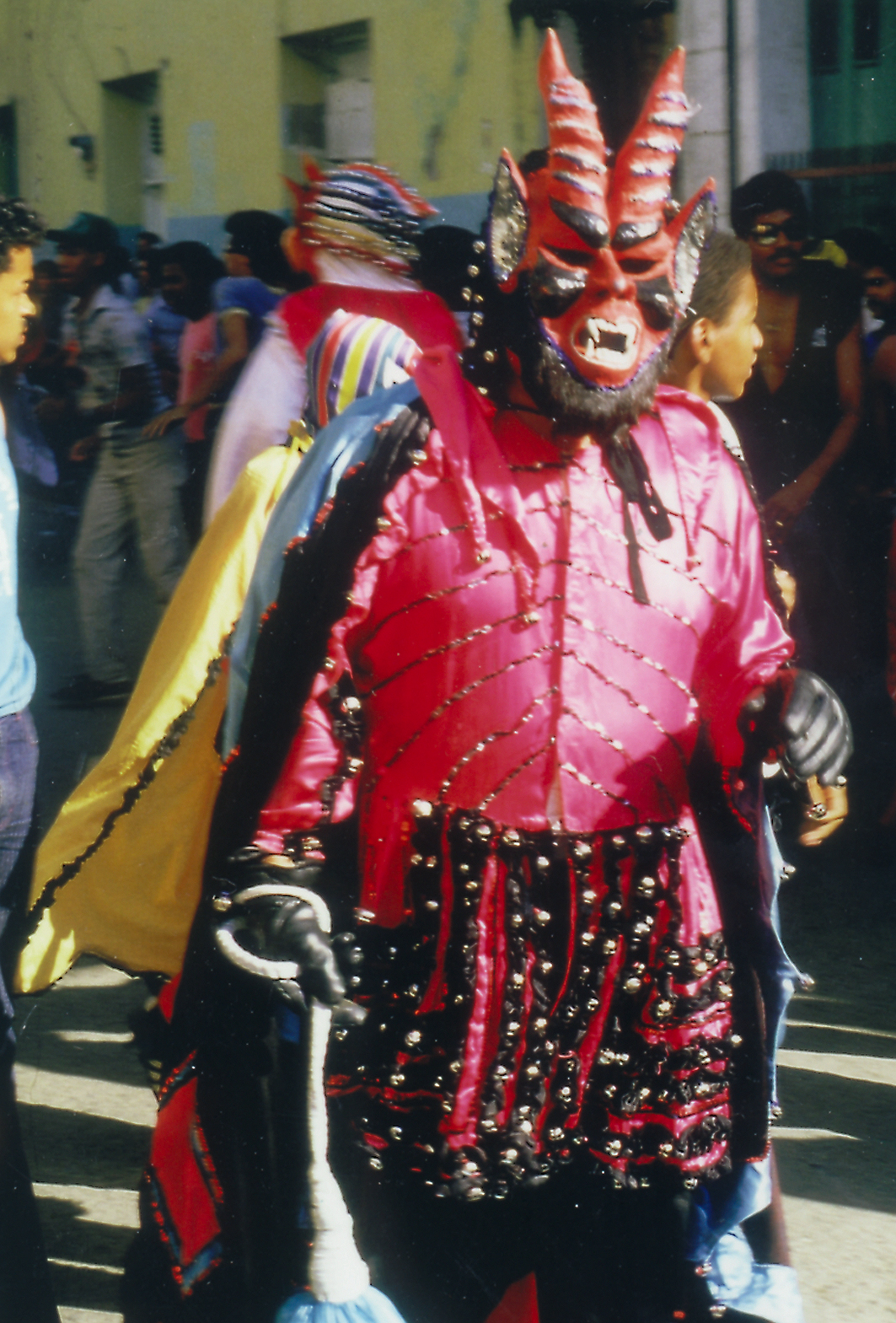
Il Carnevale di Concepciòn de la Vega è il più famoso del Paese.

Febbraio è il mese del Carnevale e il patrono della città è la Virgen de las Mercedes, che si festeggia il 24 settembre.

## Amministrazione

### Gemellaggi
Concepciòn de la Vega è gemellata con:
-Borgo San Dalmazzo

## Infrastrutture e trasporti
La città dista 125 km da Santo Domingo. Esiste un aeroporto (El Ponton Airport) per voli interni, e vi sono molte compagnie di autotrasporti che collegano Concepciòn de la Vega con le città vicine e con Santo Domingo.